# کریو
کریو (انگلیسی: CRIU) یک ابزار نرم‌افزاری برای سیستم‌عامل لینوکس است. امکان معلق کردن و اجرای یک برنامه اجرایی (یا قسمتی از آن) و بازگشت به نقطهٔ بررسی به حافظهٔ پایدار به‌عنوان مجموعه‌ای از پرونده‌ها با این ابزار امکان‌پذیر است.